# کونسوئلو ادلر
 کونسوئلو ادلر (انگلیسی: Consuelo Adler؛ زادهٔ ۱۹۷۶) یک مانکن و ملکه زیبایی اهل ونزوئلا است. او در سال ۱۹۹۷ برنده دوشیزه بین‌الملل شد.